# Мейер, Юджин
Юджин Мейер (англ. Eugene Meyer; 1875—1959) — первый президент Всемирного банка.
Юджин Мейер родился в Лос-Анджелесе и вырос в Сан-Франциско. Он происходил из старинной еврейской семьи. Его прадед Якоб был раввином и при Наполеоне входил в состав Великого Синедриона.
Его отец, Марк Юджин Мейер (1842—1925), в 1859 году приехал в Калифорнию из французского Страсбура и сделал блестящую карьеру, став компаньоном в крупном международном банке «Лазард Фререс». По окончании школы Юджин поступил в Калифорнийский университет, где проучился лишь год. Потом его семья переехала в Нью-Йорк, и в 1895 году он получил степень бакалавра в Йеле. Потом Юджин работал в компании своего отца.
В феврале 1910 года он женился на Агнесс Элизабет Эрнст. У них родилось пятеро детей, среди которых была и Кэтрин Мейер Грэм.
С 16 сентября 1930 по 10 мая 1933 года — председатель Федеральной резервной системы. В 1933 году купил на аукционе разорившуюся газету The Washington Post за восемьсот двадцать пять тысяч долларов. Так возникла медиа-империя Юджина Мейера.
В 1946 году Гарри Трумэн сделал его первым президентом Всемирного банка.